# Кирил Симеонов (политик)
Кирил Сашев Симеонов е български политик и икономист, народен представител от XLV, XLVI и XLVII народно събрание на Република България от партията „Има такъв народ“. Председател е на постоянната Комисия по електронно управление и информационни технологии и член на постоянната Комисия по бюджет и финанси към XLVII народно събрание. В XLVI народно събрание е заместник-председател на постоянната Комисия по дигитализация, електронно управление и информационни технологии и член на постоянната Комисия по бюджет и финанси. Парламентарен секретар на XLV и XLVI народно събрание.
Създател на платформата „Спаси Варна“.

## Биография
Кирил Симеонов е роден в София на 6 юни 1985 година. Завършва средно образование в Американския колеж в София, след което получава президентската стипендия в университета „Охайо Уеслиън“ в САЩ, където завършва икономика с отличие. След това става магистър международен мениджмънт в един от водещите европейски икономически университети – Университет Бокони в Милано, Италия.
През 2021 Кирил Симеонов е избран за народен представител в XLV народно събрание от 3-ти МИР – Варна, издигнат от партия „Има такъв народ“. На изборите на 11 юли същата година е избран за народен представител в XLVI народно събрание, в което става парламентарен секретар и зам.-председател на постоянната Комисия по дигитализация, електронно управление и информационни технологии.
На изборите на 14 ноември 2021 г. Кирил Симеонов е избран за народен представител в XLVII народно събрание от листата на „Има такъв народ“ във Варна.
В XLVII народно събрание той е председател на постоянната Комисия по електронно управление и информационни технологии, член на постоянната Комисия по бюджет и финанси и член на подкомисията за контрол на публичните средства.
В рамките на XLVII НС Кирил Симеонов е и заместващ представител на Делегацията в Парламентарната асамблея на Процеса за сътрудничество в Югоизточна Европа, член е на групите за приятелство България – Китай, България – Обединените арабски емирства, България – Румъния и България – САЩ.
В началото на март 2022 година Кирил Симеонов става първият български народен представител, лично занесъл 3 тона храни и лекарства на българите в Украйна след началото на войната.